# Guy Carleton
Sir Guy Carleton, 1. baron Dorchester (1724–1808) je bil britanski vojak in generalni guverner Kanade. Polkovnik Carleton je bil del napada Jamesa Wolfa na mesto Quebec med bitko na Abrahamovih ravnicah. 
General Carleton je leta 1775 odbil ameriški napad na Quebec. Med leti 1782 in 1783 je bil vrhovni komandant britanskih sil med ameriško revolucijo. Dvakrat je bil guverner Kanade, med letoma 1768 in 1778 ter 1785 in 1795.

## Nadalnje branje
- Reynolds, Paul R., Guy Carleton, A Biography, 1980, ISBN 0-7715-9300-7
- Billias, George Athan,Editor, George Washington's Opponents, William Marrow and Company, Inc., New York, 1969, 103–135.
- Nelson, Paul David. General Sir Guy Carleton, Lord Dorchester: Soldier-Statesman of Early British Canada. Associated University Presses, 2000.
- Wrong, George M. Canada and the American Revolution. New York, 1968.